# Rhacocleis uvarovi
Rhacocleis uvarovi is een rechtvleugelig insect uit de familie sabelsprinkhanen (Tettigoniidae). De wetenschappelijke naam van deze soort is voor het eerst geldig gepubliceerd in 1936 door Ramme.